# Vlača
Vlača (ungarisch Balázsi – bis 1907 Vlacsa) ist eine Gemeinde im Osten der Slowakei mit 209 Einwohnern (Stand 31. Dezember 2024), die im Okres Vranov nad Topľou, einem Teil des Prešovský kraj, liegt.

## Geographie
Die Gemeinde befindet sich in den Niederen Beskiden im Bergland Ondavská vrchovina, im Tal der Topľa an deren rechten Ufer. Das Ortszentrum liegt auf einer Höhe von 183 m n.m. und ist viereinhalb Kilometer von Hanušovce nad Topľou, 10 Kilometer von Giraltovce sowie 26 Kilometer von Vranov nad Topľou entfernt.
Nachbargemeinden sind Babie im Nordwesten und Norden, Ďurďoš im Osten und Südosten, Hanušovce nad Topľou im Süden und Medzianky im Westen.

## Geschichte
Vlača wurde zum ersten Mal 1349 als Laachafalua schriftlich erwähnt, weitere historische Bezeichnungen sind unter anderen Lacha (1427), Vlacsa (1773), Wlacscha (1786) und Wlača (1808).
Das Dorf entstand auf damaligem Gemeindegebiet von Medzianky und war anfangs Teil der Herrschaft von Chmeľov, ab dem frühen 15. Jahrhundert war es Besitz des Geschlechts Aba aus Drienov. 1427 wurden 13 Porta verzeichnet.
1787 hatte die Ortschaft 21 Häuser und 156 Einwohner, 1828 zählte man 22 Häuser und 195 Einwohner, die als Landwirte tätig waren.
Bis 1918 gehörte der im Komitat Sáros liegende Ort zum Königreich Ungarn und kam danach zur Tschechoslowakei beziehungsweise heute Slowakei. Nach dem Zweiten Weltkrieg wurde die örtliche Einheitliche landwirtschaftliche Genossenschaft (Abk. JRD) im Jahr 1959 gegründet, ein Teil der Einwohner pendelte zur Arbeit in Bau- sowie andere Betriebe in Prešov und Košice.

## Bevölkerung
| Jahr                | 1994 | 2004    | 2014    | 2024     |
| ------------------- | ---- | ------- | ------- | -------- |
| Anzahl der Personen | 224  | 230     | 234     | 209      |
| Unterschied         |      | +2,67 % | +1,73 % | −10,68 % |

| Jahr                | 2023 | 2024    |
| ------------------- | ---- | ------- |
| Anzahl der Personen | 213  | 209     |
| Unterschied         |      | −1,87 % |

Nach der Volkszählung 2011 wohnten in Vlača 236 Einwohner, davon 226 Slowaken und ein Russine. Ein Einwohner gab eine andere Ethnie an und acht Einwohner machten keine Angabe zur Ethnie.
102 Einwohner bekannten sich zur griechisch-katholischen Kirche, 77 Einwohner zur römisch-katholischen Kirche, 46 Einwohner zur Evangelischen Kirche A. B. und ein Einwohner zur orthodoxen Kirche. Ein Einwohner bekannte sich zu einer anderen Konfession, fünf Einwohner waren konfessionslos und bei vier Einwohnern wurde die Konfession nicht ermittelt.

## Bauwerke und Denkmäler
- griechisch-katholische Kirche Schutz der allheiligen Gottesmutter im neoklassizistischen Stil aus dem Jahr 1908, die Überreste einer älteren Kirche aus dem Jahr 1781 verwendet[6]

## Verkehr
Nach Vlača führt die Cesta III. triedy 3632 („Straße 3. Ordnung“) von Ďurďoš heraus, als Abzweig der Cesta II. triedy 556 („Straße 2. Ordnung“) zwischen Giraltovce und Hanušovce nad Topľou.